# Pavel Annenkov

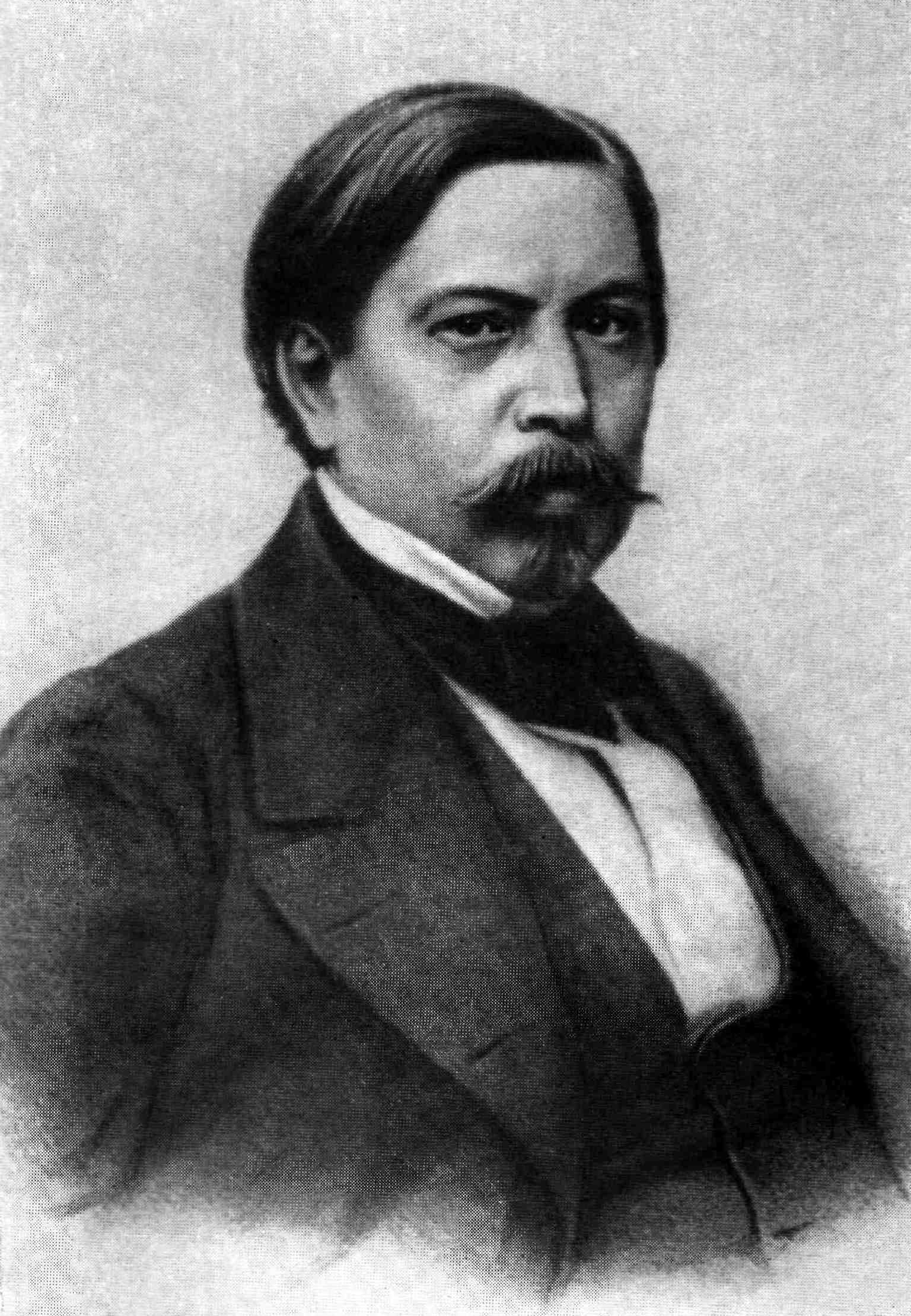
Pavel Annenkov

Pavel Vasiljevitsj Annenkov (Russisch: Па́вел Васи́льевич А́нненков) (Moskou, 1 juli 1813 – Dresden, 20 maart 1887) was een Russisch schrijver, literatuurcriticus en uitgever.

## Leven en werk
Annenkov was de zoon van een grootgrondbezitter. Na een tijdlang op het ministerie van Financiën te hebben gewerkt, verbleef hij van 1844 tot 1849 in het buitenland, waar hij onder andere in contact kwam met Nikolaj Gogol en Karl Marx, met welke laatste hij een briefwisseling onderhield. Hij schreef in die periode schetsen en verhalen en publiceerde in 1847 zijn zogenaamde Brieven uit Parijs, waarin hij de Russische lezer voor het eerst liet kennismaken met figuren als Pierre-Joseph Proudhon en Louis Blanc.
In 1855 nam Annenkov de eerste uitgave van Aleksandr Poesjkins verzamelde werken ter hand en schreef ook diens eerste biografie. In latere jaren schreef hij een reeks artikelen over onder anderen Ivan Toergenjev en Nikolaj Gogol. Het meest bekend werden zijn Literaire herinneringen (1877-1881), waarin hij de Russische literaire generatie van 1830 tot 1840 bespreekt.
De artikelen en memoires van Annenkov hadden grote invloed op de latere historiografie van de Russische literatuur. In zijn schrijven over de Russische literatuur legt Annenkov vooral de nadruk op de grote sociale en geestelijke stromingen. Karakter en stijl van de door hem besproken auteur komen slechts beperkt ter sprake.
Tijdens de Poesjkinvieringen in 1880 kreeg Annenkov een doctoraat aan de Universiteit van Moskou. Hij stierf in 1887 te Dresden.